# Kane & Lynch: Dead Men
Kane & Lynch: Dead Men is een computerspel ontwikkeld door IO Interactive en uitgegeven door Eidos Interactive voor Windows, Xbox 360 en PlayStation 3. Het spel is uitgekomen in Europa op 23 november 2007 en op 27 november in de VS.

## Verhaal
Na de dood van zijn zoon sluit Adam "Kane" Marcus zich aan bij een groep huurlingen genaamd The 7. Een groepsmissie in Venezuela mislukt en Kane is de enige overlevende die ontsnapt met de buit. Hij wordt later gevangen genomen en ter dood veroordeeld. Kane en zijn medegevangene Lynch worden tijdens het transport van gevangenen bevrijd van The 7 en Kane krijgt de kans om het leven van zijn gezin te redden door de buit terug te vinden. Lynch moet ervoor zorgen dat Kane zijn werk doet.

## Ontvangst
Kane & Lynch: Dead Men ontving gemengde recensies. Men prees het plot en de dramatische vertelwijze, evenals de soundtrack van componist Jesper Kyd. Kritiek was er vooral op het gebrek aan sympathieke personages, de korte speeltijd en de matige spelbesturing.
Op aggregatiewebsite Metacritic heeft het spel een gemiddelde score van 65%.